# 텔레비전 방송국
텔레비전 방송국은 텔레비전 방송을 하는 방송국이다. 방송은 불특정 다수의 사람들에게 영상과 음성을 나르는 시스템이다. 촬상관에서 촬영한 영상과 음성은 전파로 변환시켜 발신된다. 단계로 말하면, 영상과 음성을 촬영 · 녹음 고주파 전류 (또는 광케이블)에 싣는 역할과 이 전류 (신호)를 증폭하고 고주파 전파로 변환한 다음 중계국이나 케이블에 싣는 것으로 이루어져 있다.

## 같이 보기
- 텔레비전 채널